# 特奥多尔·霍夫曼
特奥多尔·霍夫曼（Theodor Hoffmann，1935年2月27日—2018年11月1日），德意志民主共和国人民海军上将，德意志民主共和国（东德）最后一任国防部长。

## 生平
霍夫曼在1949年至1951年从事农业，1951年至52年为魏玛地区自由德国青年团（FDJ）的创始领导人之一。1952年成为一名海警，他进入施特拉尔松德的人民警察学校学习，并在1956年加入德国统一社会党。之后在东德人民军海军先后担任第六舰队参谋长、司令、海军副参谋长兼副司令（1985年）、海军司令兼副国防部长（1987年），海军中将军衔。
1989年11月18日，霍夫曼晋升海军上将，接替海因茨·凯斯勒大将，出任汉斯·莫德罗政府的最后一任军职国防部长和国家人民军司令，并领导了东德国家人民军向西德联邦国防军移交的工作。在两德统一的前三天，即1990年9月30日退出现役。
1993年，霍夫曼出版了他的回忆录《最后一道命令》（Das letzte Kommando; Ein Minister erinnert sich）。1995年出版自传《Kommando Ostsee; Vom Matrosen zum Admiral》。

## 私生活
霍夫曼1957年10月与Helga Qualo结婚，1958年长子诺贝尔（Norbert）出生，1965年次子Rene出生。2018年11月1日去世，享年83岁。

### 文献
- Klaus Froh, Rüdiger Wenzke: Die Generale und Admirale der NVA. Ein biographisches Handbuch. 4. Auflage. Ch. Links, Berlin 2000, ISBN 3-86153-209-3